# 2 Centauri
2 Centauri, som är stjärnans Flamsteed-beteckning, är en ensam stjärna, belägen i den norra delen av stjärnbilden Kentauren och har även Bayer-beteckningen g Centuri. Den har en genomsnittlig skenbar magnitud av 4,19 och är svagt synlig för blotta ögat där ljusföroreningar ej förekommer. Baserat på parallaxmätning inom Hipparcosuppdraget på ca 17,8 mas, beräknas den befinna sig på ett avstånd på ca 183 ljusår (ca 56 parsek) från solen. Den rör sig bort från solen med en heliocentrisk radialhastighet på ca 41 km/s. Stjärnan ingår i superhopen HD 1614. 

## Egenskaper
2 Centauri är en röd till orange jättestjärna  av spektralklass M5 III, som befinner sig på den asymptotiska jättegrenen. Den har en radie som är ca 70 solradier och utsänder från dess fotosfär ca 72 gånger mera energi än solen vid en effektiv temperatur av ca 3 400 K. 
2 Centauri är klassificerad som en halvregelbunden variabel stjärna (SRB) som varierar i skenbar magnitud +4,16 till +4,26 med en period av 12,57 dygn.